# Nic Endo
Nic Endo (Wichita Falls, Texas; 7 de enero de 1976) es una integrante del grupo musical de digital hardcore, Atari Teenage Riot.

## Biografía
Hija de madre japonesa y padre alemán, vivió en Fráncfort de 1994 a 1996 y más tarde se mudó a Berlín. Se unió a ATR mientras estaban de gira en 1997 y estuvo implicada con la producción de su álbum 60 Second Wipe Out. Después de la disolución de ATR en 2000, editó el álbum solista experimental Cold Metal Perfection editado por Fatal Recordings, subsello explícitamente feminista de Digital Hardcore Recordings. Cold Metal Perfection estuvo nominado como uno de los mejores 20 álbumes de 2001 por la revista Alternative Press.
En 2001 asistió en la producción del álbum solista de Alec Empire, Intelligence and Sacrifice. También ha sido desde entonces parte de la banda de Empire en directo, y también se implicado en la producción de su siguiente álbum Futurist (2005). En 2010 ATR fue reformado y Endo toma el papel de Hanin Elias como voz femenina en ATR. Su marca de estilo es su vestimenta de cuero negro y su rostro pintado de blanco marcado en negro con los caracteres 抵抗, significando "resistencia".

## Influencias
Endo ha hablado sobre su admiración a Alice Coltrane, James Chance, Miles Davis, Jimi Hendrix, Destroy All Monsters, Freddie Hubbard, Led Zeppelin, Maya Deren, John Coltrane, Brainticket, the Velvet Underground, The Doors, Neu!, y Sun Ra.

## Discografía
- White Heat  (DHR 1998)
- Poison Lips (como She Satellites) (Geist 1998)
- Cold Metal Perfection (DHR Fatal 2001)